# ポルホフ
座標: 北緯57度46分 東経29度34分 / 北緯57.767度 東経29.567度

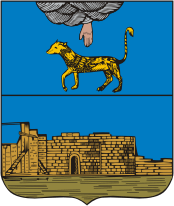
ポルホフの紋章

ポルホフ（ロシア語: Порхов, Porkhov）は、ロシアのプスコフ州中部にある町。人口は7,309人（2021年）。中世に建てられ多くの戦いの舞台となった城塞があることでも知られる。

## 地理

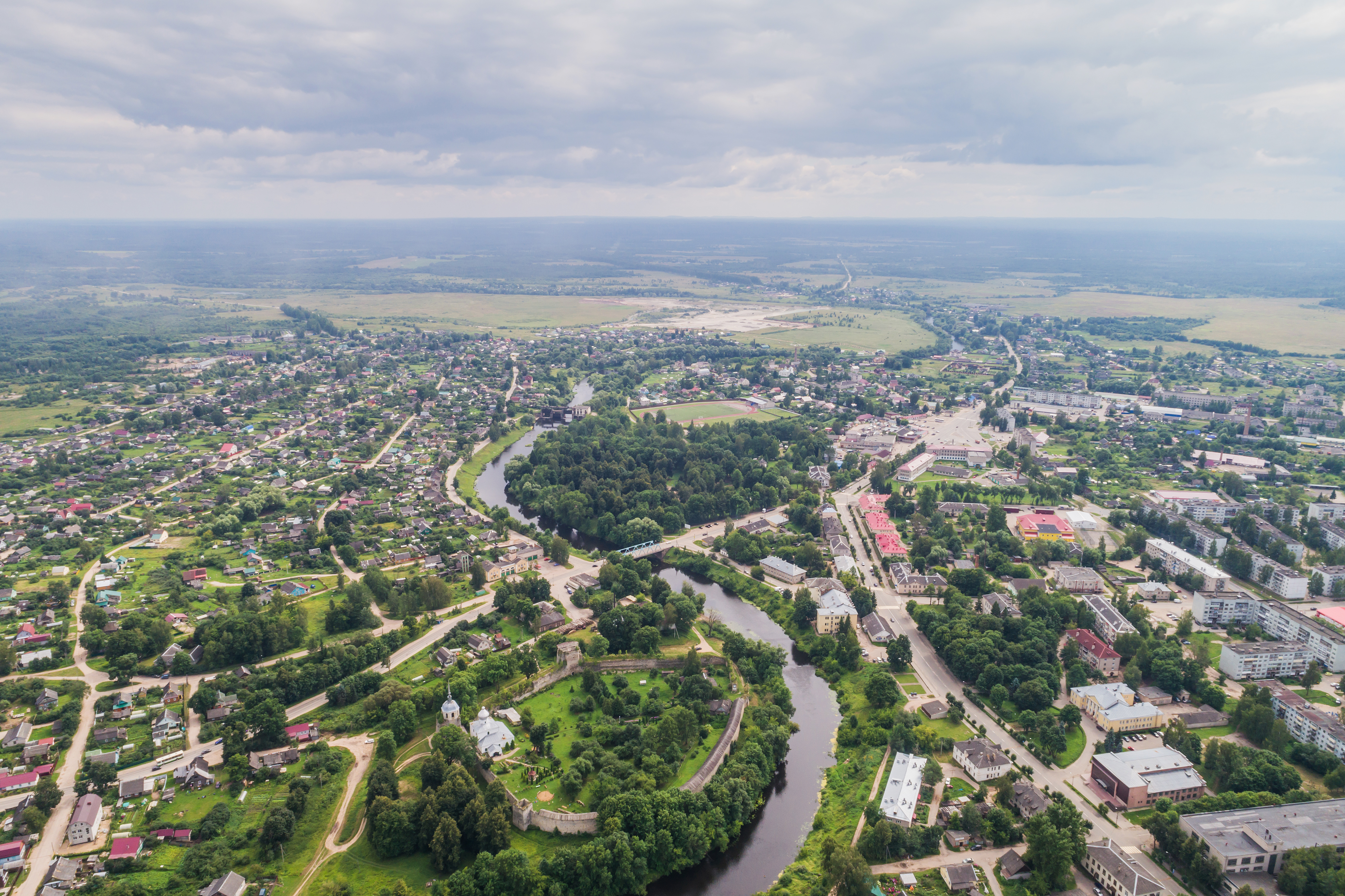
ポルホフ市街地

ポルホフは州都プスコフからは東へ道路を90km走ったところにある。イリメニ湖にそそぐシェロニ川（ロシア語: Шелонь,フィンランド語: Selonajoki）に沿う。
1897年に開業したボロゴエ-ドノー-プスコフ-ペチョリ-タルトゥ-タリンを結ぶ鉄道が通る。

## 歴史
ポルホフの城塞（クレムリン）は、プスコフ州に残る中世ロシア西部国境の要塞の一つで、1239年にアレクサンドル・ネフスキーがノヴゴロド公国の南西を守るために建てたという言い伝えがある。当時の要塞は木造だったが、1356年にリトアニアのアルギルダス公に略奪され、1387年には兵火で焼かれた。ノヴゴロド公国は1,300m下流に大理石でできた要塞を再建したが、1428年にリトアニア大公ヴィータウタスの軍勢が砲撃で西の城壁を破壊しポルホフに入城している。2年後、ノヴゴロドは城壁を再建し要塞を増強している。
ポルホフは、ノヴゴロド公国のシェロニ・プリャーティナにおいてルーサに次ぎ重要な都市だった。ただし経済的重要性は乏しく、15世紀には76戸しかなく、そのほとんどは農家だった。
1478年にノヴゴロド公国をモスクワ大公国が併合した後は、ロシアの西の国境を守る12の大要塞の一つとなったが、近代に入りロシアの領域が西へ広がると軍事的重要性は次第に低下した。
18世紀には城塞周辺の集落はこの地方の亜麻取引の中心地となった。1777年に市の地位を得てプスコフ県内の郡のひとつの中心地となった。
第二次世界大戦では1941年7月11日から1944年2月26日までドイツ軍に占領されたが、ソビエト連邦軍のレニングラード戦線により奪還された。これらの戦いでポルホフ市街の90%は破壊されている。

## 史跡と文化

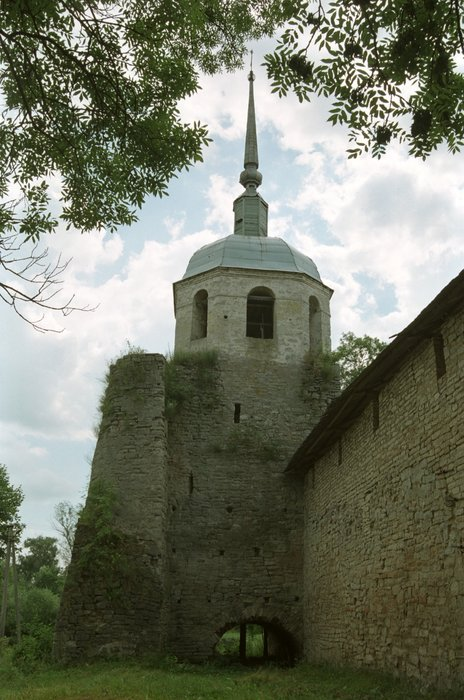
ポルホフ城塞に残る塔

ポルホフ城塞（クレムリン）には現在、環状の城壁などが残り、保存状態はよい。塔は二つあるがうち一つは半ば崩れている。城塞内部は大木の多い森になっており、地方史博物館と1412年に建てられた小さい聖堂がある。
城塞以外の町の名所には1650年に建てられた救世主聖堂（開基は1399年）、15世紀に建てられたハリストス降誕聖堂と聖ニコライ聖堂などがある。14世紀に建てられた生神女誕生大聖堂は当時の建築を代表する注目すべき聖堂であるが、ソビエト連邦時代に荒廃している。
ポルホフから17kmのホロムキ村のシェロニ川沿いにはガガーリン公の新古典主義建築の邸宅と邸宅が残る。1920年代初頭、ホロムキは芸術家村となり、詩人コルネイ・チュコフスキー（Kornei Chukovsky）、詩人ヴラディスラフ・ホダセヴィチ（Vladislav Khodasevich）、小説家エヴゲーニイ・ザミャーチン（Evgeny Zamyatin）、画家ムスティスラフ・ドブジンスキー（Mstislav Dobuzhinsky）らが住んでいた。ストロガノフ家の邸宅のあるヴォリシェヴォ村も近くにある。

## 経済
主な企業には、建材（大理石）、電子部品、食品などの工場がある。